# Nochistlán de Mejía
Nochistlán (del náhuatl: Nochez-tlan “Lugar de grana cochinilla”), oficialmente llamada Nochistlán de Mejía es una ciudad mexicana, cabecera del municipio homónimo ubicada en el sur del estado de Zacatecas, México. De acuerdo con el Censo de Población y Vivienda 2020 del INEGI, la ciudad tiene una población de 16 814 habitantes. Se encuentra a 224 km al norte de la ciudad de Zacatecas; ubicada en la región sur del estado.
Le corresponden las coordenadas geográficas 21°21′38″ de latitud norte y 102°50′46″ de longitud oeste; además de contar una altitud de 1872 metros sobre el nivel del mar. En 2015 registró un índice de desarrollo humano de 0.733 (Alto). La principal actividad económica es el comercio, la agricultura, la ganadería y el turismo.
Su fundación se remonta a 1532, por lo que se considera la segunda cabecera municipal más antigua del estado de Zacatecas, por detrás de García de la Cadena En este lugar fue fundada por primera vez la ciudad de Guadalajara, para luego ser trasladada al Valle de Atemajac, su penúltimo domicilio. Es considerada una de las cunas de la resistencia indígena durante la Guerra del Mixtón en el siglo XVI. El 13 de mayo de 1864, el Coronel Jesús Mejía se enfrentó al ejército francés durante su ataque en la Segunda Intervención Francesa. El 13 de mayo de 2015 es nombrado Ciudad Heroica a raíz de su riqueza histórica y aniversario de aquella afrenta.
La ciudad de Nochistlán se caracteriza por su arquitectura y cultura. Fue incluida en el programa turístico Pueblos Mágicos el 26 de noviembre de 2012, por parte de la Secretaría de Turismo, por sus tradiciones, costumbres, leyendas y arquitectura.
Es también reconocida por su arraigada tradición musical. Se la considera pionera y cuna de destacados exponentes en géneros como la música de banda, grupera, la tambora, mariachi y jarabe, entre otros. Esta riqueza ha propiciado la existencia de más de 70 agrupaciones musicales, lo que ha llevado a que algunas fuentes la denominen "Nochistlán, tierra de músicos".

## Toponimia
La palabra Nochistlán viene del náhuatl “Nocheztlan”. Se trata de un compuesto entre la palabra “nocheztli” (alternativamente escrito como “nochiztli”), que se refiere a un insecto conocido en español como “grana cochinilla”; y el locativo “-tlan”, que quiere decir “lugar/nación de”. Todo completo quiere decir, entonces, “nación de la grana cochinilla”.
Adicionalmente: la palabra “nocheztli”, del náhuatl, es un compuesto de “nochtli”, que quiere decir “tuna”, y de “eztli”, que quiere decir “sangre”. Como “sangre de tuna”, en alusión al hermoso tinte rojo que se extrae del animal.
El apellido Mejía incorporado oficialmente en el municipio es en relación con el Coronel Jesús Mejía quien defendió esta plaza durante el ataque francés ocurrido el 13 de mayo de 1864.

## Escudo
El actual escudo oficial municipal se diseñó por Guillermo Durán, comenzó a usarse en 2017. El borde superior dice Nochistlán; inferior, Zacatecas; a los lados, Lugar de Grana. Como cimera, se encuentra una cabeza de caxcán, con espadas y lanzas detrás. Su manto dice "Aschanquema Tehual Nehual" (Hasta tu muerte o la mía), un grito de guerra caxcán. En la parte superior izquierda de la sección interior, una imagen de la Virgen María quien representa la fe. En la parte superior derecha, la iglesia de San Francisco de Asís. En el centro-izquierda, la imagen de un cactus representa el medio ambiente. En el centro-derecha, una calabaza, chícharos, pimientos y una mazorca de maíz representan la agricultura. La sección inferior muestra la presa Las Tuzas, con montañas de fondo.
Un segundo escudo se comenzó a usar durante a principios de la década del 2000 hasta la adopción del nuevo escudo en 2017. Está dividido en cuatro cuadrantes con la forma de un libro abierto para la educación, con un yelmo de caballero de la época española en la parte superior, cuenta con elementos similares a los del escudo oficial a excepción de que este cuenta con un lema en la parte inferior dice “Primera Guadalajara Hoy Nochistlán”.
El primer escudo de armas de Nochistlán se adoptó durante los ochenta. Fue diseñado por David Andrade Bautista, a quien el ayuntamiento le encargó su diseño. El borde es rojo y lleva el lema caxcan que utiliza el actual escudo. La sección superior izquierda representa la iglesia de San Francisco de Asís; la superior derecha, un guerrero caxcán portando una lanza. La sección inferior muestra un arroyo que atraviesa un valle arado y que conduce a la presa Las Tuzas, con montañas como fondo. A la izquierda, una planta de maíz y un cactus rodeando los bordes.

## Historia

### Antecedentes prehispánicos
Las primeras noticias que se tiene de pobladores en este lugar señala a los tecuexes que formaron sus rancherías aproximadamente en el año 1000 d. C.; posteriormente en el siglo XII aparecen los caxcanes, que venían del valle de Tuitlán que hoy se encuentra dentro del municipio de Villanueva, Zacatecas formando un poblado en este lugar que fue conocido como Nochistlán, expulsando por la fuerza a los antiguos pobladores; a pesar de que los tecuexes recibían en ese momento apoyo bélico por parte de los zacatecos y los guachichiles.
Los españoles llegaron a este lugar un viernes primero de abril del año de 1530, comandados por Nuño Beltrán de Guzmán que no encuentra a los pobladores porque se habían escondido en la sierra; en sus cartas al rey Carlos I de España le comenta que había suficientes víveres en este poblado y que era su intención celebrar la Semana Santa, lo cual hizo construyendo una iglesia de caña y paja, cuenta también en sus escritos la manera cuidadosa en que los caxcanes tenían atendidas sus sementeras y de los utensilios de cobre que tenían los caxcanes para las labores agrícolas.
Nuño y sus tropas estuvieron 22 días en este lugar que además les sirvió de base para conocer los alrededores como Jalpa y otros ranchos.
Queriendo Nuño Beltrán de Guzmán contar con una base militar en este territorio y además recordar el nombre de su tierra natal, ordena estando en la Villa del Espíritu Santo, hoy Coatzacoalcos el 3 de diciembre de 1531 a Cristóbal de Oñate que fuera a Nochistlán y fundara la Villa de Guadalajara, lo que llevó a cabo el 5 de enero de 1532, siendo Cristóbal de Oñate capitán y alcalde mayor en ésta villa y su jurisdicción, Diego Vásquez y Maximiliano de Angulo alcaldes ordinarios, Sancho Ortiz de Zúñiga, Juan de Albornoz y Miguel de Ibarra, regidores perpetuos y Francisco Barrón, García Ramírez y Alvar Pérez regidores anuales y Francisco de Arceo como Ámese de campo, dando lugar a la formación del primer ayuntamiento que se tuvo en lo que hoy son tierras zacatecanas.
La Villa de Guadalajara duró hasta el mes de julio del año 1533 y para el 8 de agosto del mismo año aparece un acta de cabildos teniendo ya como cede el lugar conocido como Tonalá.

### Guerra del Mixtón en Nochistlán
Las inconformidades por los malos tratos que los españoles daban a los naturales desembocó de manera violenta, teniendo como punto de partida una ceremonia que se llevó a cabo en Tlaxicoringa, valle de Huasamota, describiéndola Pentécatl, Señor de Tzapotzingo (Tzapotzingo era uno de los señoríos de la llanura costera de Nayarit) de la siguiente manera: “Celebraban todos...Ponían un calabozo y bailaban en derredor,... y viniendo un viento recio se llevó el calabozo por los aires, y unas viejas hechiceras les dijeron que se alzasen, porque así como el viento levantaba aquel calabaza, con el mismo ímpetu echarían de tierra a los españoles y que no dudasen de ello, porque sería cierto, y que entrasen en batalla con los españoles... que no había de quedar español con vida”. Aparece entonces una serie de embajadores caxcanes, que pusieron en marcha una propaganda oral en todos los pobladores caxcanes, también llamada por los españoles como "Tlatol", en donde los embajadores caxcanes les prometían comida sin tener que trabajar, el ejercicio permanente de sus virtudes humanas y toda clase de comodidades que sus dioses les daría por expulsar a los españoles.

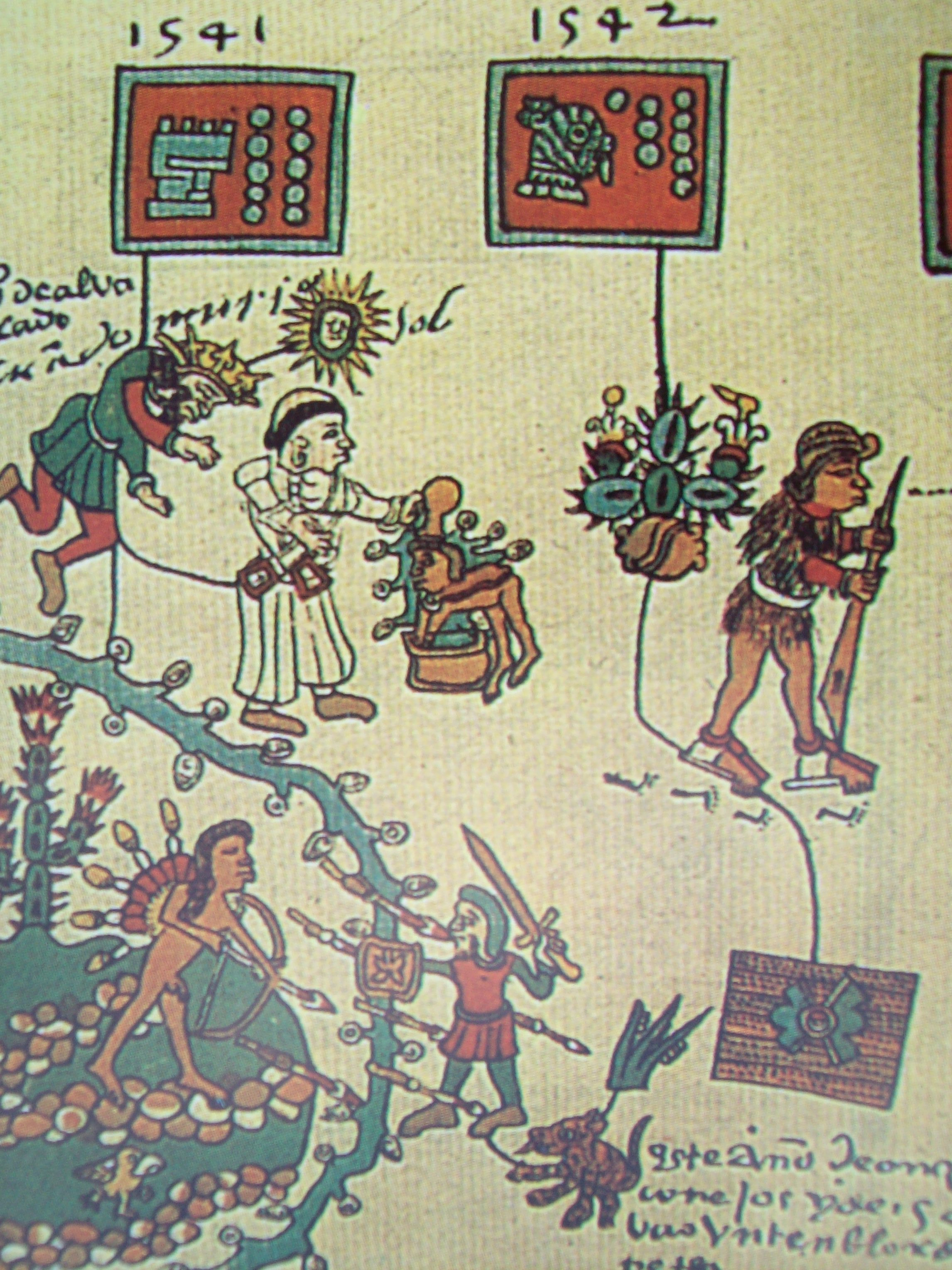
Códice Telleriano-Remensis durante el año 10-casa (1541), se indica la muerte de Pedro de Alvarado junto al glifo del sol (Tonatiuh), apodo por el que fue conocido debido a su cabello rubio; a su lado un fraile bautizando a un chichimeca. En la parte inferior se representa a Nochistlán, rodeada por un río y con el glifo de un nopal con tunas (nochiztli). Sobre el montículo Francisco Tenamaztle se enfrenta contra el virrey Antonio de Mendoza, quien es representado por un maguey (me-tl) y una tuza, es decir metuza=Mendoza. También se aprecia un pequeño halcón, el cual hace alusión al capitán Falcón.

Entre los líderes caxcanes más importantes de ésta lucha, se distingue a Tenamaxtle, originario de Nochistlán quien tuvo muchas victorias en la serie de batallas contra los españoles libradas en esta zona, entre ellas cobra importancia histórica la librada en el Cerro del Mixtón, contra el ejercicio de Pedro de Alvarado, quien sufrió un accidente en San Nicolás del Monte, lugar conocido hoy como Las Huertas del municipio de Nochistlán, cayéndole encima el caballo que montaba su escribano Baltasar de Montoya el día 24 de junio y muriendo en la Villa de Guadalajara, que para esos entonces ya se encontraba en Tlacotán, un 4 de julio de 1541.
El éxito alcanzado por Tenamaxtle lo hace pensar en atacar la Villa de Guadalajara que en esos momentos tenía como asiento Tlacotán, hoy Ixtlahuacán del Río. Contando con el apoyo de los huaraves, tepehuanes, huastecos, zacatecos, custiques, chiconates y los propios caxcanes, rodean a dicha villa de Tlacotán, que narra la anónima tercera de la siguiente manera: “... a los XV de septiembre de dicho año hasta quince mil indios, entre los cuales venía por capitán y señor de ésta gente Tenamaxtle, y por subteniente don Francisco indio natural del dicho pueblo de Nochistlán, de donde así mismo salió el golpe de esta gente, y viniendo en su orden en tres escuadrones a manera de gente práctica y por sus hileras de 7 en 7. Está dicha gente venía diferenciada de colores amarillo, negro y azul, y con muchos plumajes y sus arcos y sus flechas en las manos...”. A pesar del entusiasmo de los naturales no fue posible tomar la Villa de Guadalajara siendo derrotados por los españoles. Así regresaron los insurgentes a Nochistlán, pensando que era mejor pelear en un terreno conocido y favorable por su geografía.
Ante tal victoria los españoles recobraron la confianza y esperaban al Virrey Antonio de Mendoza y Pacheco que salía hacia estas tierras un 29 de septiembre de 1541 desde la Ciudad de México, llegando a Toluca en donde se le incorporaron auxiliares matlatzincas. De Toluca sale un lunes 3 de octubre y pernocta el viernes en Matlatzinco, hoy Valle de Toluca, el lunes 10 arriba a Tzintzuntzan donde se le unen más auxiliares purépechas y el miércoles 12 llega a Jacona, Michoacán.
Así se libra una famosa batalla entre los dos bandos, un 9 de noviembre, ganando las fuerzas del virrey quien llegó con más de 60,000 efectivos al peñol de Nochistlán. Tenamaxtle fue detenido por las fuerzas virreinales.
El ejército español permaneció en Nochistlán hasta el 14 de noviembre de 1541 en que partió hacia Juchipila llegando a dicho lugar el día 16, dentro de los acontecimientos bélicos un grupo de caxcanes tuvo comunicación con Ibarra diciéndole que querían ponerse en paz pero como requisito pedían ver a Tenamaxtle. Accediendo, el español se los mostró. Los juchipilenses mintieron, se lo quitaron y se lo llevaron al Mixtón para seguir la lucha independentista.

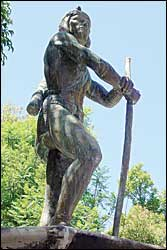
Monumento a Francisco Tenamaztle en Nochistlán de Mejía.

Mientras tanto el virrey pasó la noche en Apozol el día 19 y el domingo las fuerzas indígenas atacaron directamente el campamento de Juchipila aunque sin éxito favorable para ellos, el miércoles 23 se pasó revista a la caballería española, y el viernes 25 se hizo lo propio con las infanterías, tomando Xuchiltepec (Peñol de Juchipila) el día 26. Una semana permanecieron en aquellos contornos los españoles hasta que el día 4 de diciembre se inició la marcha al cerro de Miztepec (Mixtón) (hoy perteneciente a Apozol) pernoctando ese día en Apozol; el lunes 5 se rindió jornada hasta el pie de Mixtón, el martes 6 se reanudó la marcha y en medio de combates se pasó la noche a la orilla de la barranca, el miércoles 7 prosiguió la marcha por la otra barranca adelantándose los frailes a requerir a los naturales para que depusieran su actitud de rebeldía, y también se transportó la artillería; el jueves 8 de diciembre día de la Purísima Concepción hubo un descanso absoluto en el campo español, pero el viernes 9 principió el asedio al fuerte que duró una semana hasta el jueves 15, día de la Octava de la Concepción, en que fueron ganados y destruidos los centros de insurrección.
Esta vez Tenamaxtle no fue detenido y junto con muchos de sus compañeros se adentró en la Sierra Madre Occidental en donde practicaron la guerra de guerrillas por más de 9 años, hasta que fue convencido finalmente mediante negociaciones tenidas con el obispo de la Nueva Galicia Pedro Gómez Maraver para que se pacificara. Dicho obispo se ofreció a llevarlo con el virrey Antonio de Mendoza para dialogar, quien era conocido de los dos y lograr así un acuerdo oficial para la pacificación que querían tener los españoles, fue tan mala su suerte que el 28 de diciembre de 1551 estando en la Ciudad de México muere el obispo Pedro Gómez Maraver quedando sin amparo.
Tenamaxtle agravando su entorno con el hecho de que el Virrey Antonio de Mendoza ya no estaba ejerciendo ese cargo, en su lugar se encontraba Luis de Velasco, quien lo mandó aprehender sin respetar el fuero de la iglesia que tenía en ese tiempo, y lo deportó a España.

### Época Colonial
Después del movimiento bélico conocido como la Guerra del Mixtón, se quedaron en Nochistlán algunos españoles, entre ellos Juan de Tolosa, quien asociado a Miguel de Ibarra y Diego de Ibarra montaron un campamento desde donde salían a buscar minerales. Fue tal el éxito obtenido por esta estrategia, que lograron penetrar al territorio de los zacatecos. El 8 de septiembre de 1546 descubrieron una veta de plata y cargando tres mulas del mineral regresaron a Nochistlán. Nuevamente los locales pierden la confianza por los españoles.
Es por esto que un 12 de diciembre de 1550 el obispo Maraver, también defensor de los caxcanes, mandó una carta al Rey en que le comenta “como condición fundamental para la conversión de la caxcana, prohibir la entrada a su territorio a los españoles, cuando menos por 15 años, dejando solamente a los religiosos”, la petición fue escuchada y Nochistlán pasó a ser pueblo de indios por orden del Papa Pablo III.
En esta época comienza la construcción del templo parroquial, que inicia su construcción en el año 1584 y concluye en 1639.
El Acueducto los Arcos se construyó por orden del gobierno de la Nueva Galicia a expensas de los vecinos de Nochistlán, para llevar agua de los yacimientos de la mesa del agua al poblado. La obra concluye en 1793. El sistema lo componían dos pilas que había en el jardín y una fuente octagonal en el centro del mismo lugar; se contaba además con otras dos pilas llamadas Pila Azul y Pila Colorada, además de la Pila de Afuera que se encontraba en los límites en que comenzaba el barrio de San Sebastián.

### México Independiente
El grito de independencia que diera Miguel Hidalgo y Costilla, fue secundado en Nochistlán por José Daniel Antonio de Jesús Velasco y Camarena, conocido como Daniel Camarena, el 8 de octubre de 1810. Después de muchas hazañas bélicas es capturado en Jalpa y remitido a Lagos de Moreno en donde se encontraba Calleja, lugar donde se le instruyó juicio sumario y se le condena a muerte fusilándolo el 22 de febrero de 1811.
En el año de 1824 forma parte Nochistlán como municipio del estado de Zacatecas. En la invasión francesa, Nochistlán sufrió un ataque por parte de 2000 efectivos franceses comandados por el Conde de Potier y 800 conservadores al mando de Tovar. La defensa de Nochistlán fue dada por el coronel Jesús Mejía y comandante Leocadio González; resultando derrotados, contándose entre muertos en combate y fusilados 104 nochistlenses. Los invasores después de la batalla se dedicaron a la rapiña, dejando al pueblo completamente pobre.

### La Revolución
El nuevo siglo XX lo vivían los nochistlenses con una vida llena de laboriosidad, agricultura y ganadería, además de contar con tenerías y talleres de fabricación de calzado que se exportaban a muchas entidades federativas. El pueblo ve con alegría el triunfo de Francisco I. Madero. Posteriormente, cuando se lleva a cabo el asesinato de Madero y José María Pino Suárez, surgen en 1913, grupos que haciéndose pasar por sublevados, se dedicaron a robar y dañar a los habitantes de la población; ante este mal los vecinos de Nochistlán formaron un frente único de defensa. Se cuenta que un 3 de julio de 1913, Nochistlán fue atacado por más de 500 saqueadores, comandados por Leopoldo Arenal y Crispín Robles Villegas; en cambio, fueron defensores entre 80 y 90 ciudadanos; logrando la victoria los locales. Poco después, los nochistlenses se dieron cuenta de que los derrotados eran parte del movimiento villista; esta derrota indignaría a Francisco Villa, que en esos momentos se encontraba en Aguascalientes, ordenando que el pueblo fuera saqueado y quemado, para tal efecto se mandó un contingente de Nochistlán por Jalpa, a quien atacaron severamente. Don Luis Martínez, encargado de Villa, dándose cuenta de lo que le esperaba en Nochistlán, acudió a la ciudad de Aguascalientes buscando a Don Gavino Durán, originario del rancho La Jabonera, Nochistlán, y quien era compadre de mucha estima del general Villa, y ya juntos fueron a platicar con Francisco Villa y le expusieron por qué Nochistlán defendía su integridad, convenciéndole. Se afirma que durante la época revolucionaria Nochistlán no fue nunca tomada por fuerzas beligerantes, tampoco faltó alimentos y vivió trabajando en una vida tranquila.

## Geografía

### Ubicación
Se ubica en la región centronorte de México; y al centro sur del estado de Zacatecas. Le corresponden las coordenadas geográficas 21°21′38″ de latitud norte y 102°50′46″ de longitud oeste; además de contar una altitud de 1872 metros sobre el nivel del mar
De acuerdo al INEGI el municipio de Nochistlán, cuenta con una superficie total de  878 km². Está ubicada a 224 km al sur de la ciudad de Zacatecas, hasta la capital de Jalisco, Guadalajara, la distancia es de 150 km; y a Aguascalientes, 120 km.

### Relieve
La geografía del municipio es accidentada, lo cruza la Sierra de Nochistlán y está formada por una serie de mesetas y cerros que circundan la cabecera municipal. La mitad del territorio forma parte del eje Sierras y Valles Zacatecanos, que a su vez forma parte de la Sierra Madre Occidental, la otra mitad, geográficamente hablando, forma parte del Eje Neovolcánico.
Las principales elevaciones del municipio son:
- Cerro El Carpintero (2, 680 m s. n. m. )
- Mesa La Ventanilla (2, 500 m s. n. m. )
- Sierra Nochistlán (2, 500 m s. n. m. )
- Cerro de San Miguel (2, 480 m s. n. m. )
- Barranca de Las Rosas (2, 460 m s. n. m. )
- Cerro Pelón (2, 450 m s. n. m. )
- Cerro Grande (Tomelitán) (2, 340 m s. n. m. )
- Cerro El Tuiche (1, 950 m s. n. m. )

### Clima
Dentro de los límites municipales podemos encontrar 3 grandes grupos climáticos: Templado subhúmedo con lluvias en verano, de humedad media (49.8%), semicálido subhúmedo con lluvias en verano (26.5%) y templado subhúmedo con lluvias en verano (23.7%).
| Parámetros climáticos promedio de Nochistlán, Zacatecas (1853 msnm) normales 1971–2000 | Parámetros climáticos promedio de Nochistlán, Zacatecas (1853 msnm) normales 1971–2000 | Parámetros climáticos promedio de Nochistlán, Zacatecas (1853 msnm) normales 1971–2000 | Parámetros climáticos promedio de Nochistlán, Zacatecas (1853 msnm) normales 1971–2000 | Parámetros climáticos promedio de Nochistlán, Zacatecas (1853 msnm) normales 1971–2000 | Parámetros climáticos promedio de Nochistlán, Zacatecas (1853 msnm) normales 1971–2000 | Parámetros climáticos promedio de Nochistlán, Zacatecas (1853 msnm) normales 1971–2000 | Parámetros climáticos promedio de Nochistlán, Zacatecas (1853 msnm) normales 1971–2000 | Parámetros climáticos promedio de Nochistlán, Zacatecas (1853 msnm) normales 1971–2000 | Parámetros climáticos promedio de Nochistlán, Zacatecas (1853 msnm) normales 1971–2000 | Parámetros climáticos promedio de Nochistlán, Zacatecas (1853 msnm) normales 1971–2000 | Parámetros climáticos promedio de Nochistlán, Zacatecas (1853 msnm) normales 1971–2000 | Parámetros climáticos promedio de Nochistlán, Zacatecas (1853 msnm) normales 1971–2000 | Parámetros climáticos promedio de Nochistlán, Zacatecas (1853 msnm) normales 1971–2000 |
| Mes                                                                                    | Ene.                                                                                   | Feb.                                                                                   | Mar.                                                                                   | Abr.                                                                                   | May.                                                                                   | Jun.                                                                                   | Jul.                                                                                   | Ago.                                                                                   | Sep.                                                                                   | Oct.                                                                                   | Nov.                                                                                   | Dic.                                                                                   | Anual                                                                                  |
| -------------------------------------------------------------------------------------- | -------------------------------------------------------------------------------------- | -------------------------------------------------------------------------------------- | -------------------------------------------------------------------------------------- | -------------------------------------------------------------------------------------- | -------------------------------------------------------------------------------------- | -------------------------------------------------------------------------------------- | -------------------------------------------------------------------------------------- | -------------------------------------------------------------------------------------- | -------------------------------------------------------------------------------------- | -------------------------------------------------------------------------------------- | -------------------------------------------------------------------------------------- | -------------------------------------------------------------------------------------- | -------------------------------------------------------------------------------------- |
| Temp. máx. abs. (°C)                                                                   | 38                                                                                     | 34                                                                                     | 34                                                                                     | 36                                                                                     | 38                                                                                     | 36                                                                                     | 37                                                                                     | 32.5                                                                                   | 36                                                                                     | 32                                                                                     | 30                                                                                     | 30                                                                                     | 38                                                                                     |
| Temp. máx. media (°C)                                                                  | 23.5                                                                                   | 25.4                                                                                   | 27.5                                                                                   | 29.6                                                                                   | 31.2                                                                                   | 29.7                                                                                   | 27.0                                                                                   | 26.8                                                                                   | 26.6                                                                                   | 26.4                                                                                   | 25.3                                                                                   | 23.9                                                                                   | 26.9                                                                                   |
| Temp. media (°C)                                                                       | 13.7                                                                                   | 15.3                                                                                   | 17.7                                                                                   | 20.1                                                                                   | 22.2                                                                                   | 22.1                                                                                   | 20.7                                                                                   | 20.4                                                                                   | 19.9                                                                                   | 18.5                                                                                   | 16.2                                                                                   | 14.6                                                                                   | 18.4                                                                                   |
| Temp. mín. media (°C)                                                                  | 3.9                                                                                    | 5.2                                                                                    | 8.0                                                                                    | 10.6                                                                                   | 13.1                                                                                   | 14.5                                                                                   | 14.4                                                                                   | 13.9                                                                                   | 13.1                                                                                   | 10.5                                                                                   | 7.2                                                                                    | 5.4                                                                                    | 10.0                                                                                   |
| Temp. mín. abs. (°C)                                                                   | -7                                                                                     | -9                                                                                     | -1.5                                                                                   | 1.5                                                                                    | 3                                                                                      | 7                                                                                      | 7                                                                                      | 7                                                                                      | 4                                                                                      | 1.5                                                                                    | -2                                                                                     | -9                                                                                     | -9                                                                                     |
| Precipitación total (mm)                                                               | 18.1                                                                                   | 3.7                                                                                    | 2.0                                                                                    | 6.1                                                                                    | 20.9                                                                                   | 119.8                                                                                  | 207.2                                                                                  | 153.0                                                                                  | 97.6                                                                                   | 44.2                                                                                   | 14.5                                                                                   | 15.3                                                                                   | 702.4                                                                                  |
| Fuente: Servicio Meteorológico Nacional                                                |                                                                                        |                                                                                        |                                                                                        |                                                                                        |                                                                                        |                                                                                        |                                                                                        |                                                                                        |                                                                                        |                                                                                        |                                                                                        |                                                                                        |                                                                                        |

### Nochistlán hoy
Las principales actividades son el comercio, la agricultura, la ganadería y el turismo, aunque gran parte de los recursos provienen de las remesas de los nochistlenses que trabajan en Estados Unidos de América, es por esto que la mayoría de los proyectos de desarrollo actualmente se realizan por iniciativa de los Clubes Zacatecanos (Nochistlenses) en conjunto con los gobiernos locales.

## Turismo
Nochistlán cuenta con una gran cantidad de joyas arquitectónicas, principalmente en su centro histórico donde se encuentran casas y edificios de corte colonial que sobresalen por su belleza y antigüedad, también cuenta con una gran belleza natural la cual visitar.
El turismo aumenta su derrama durante algunas fechas o temporadas específicas, como son los meses de diciembre-enero, la Semana Santa, el día de la "Romería de La Virgen de Toyahua", el día del Hijo Ausente (último domingo de julio), los días de fiesta patronal (conocidas localmente como "Fiestas de Octubre") y la Fiesta del Güerito de San Sebastián o Fiesta de los Papaquis (17 a 21 de enero).
Todos los domingos del año suelen ser los días más concurridos para los turistas locales. Durante la mañana, muchos visitan el centro debido a sus prácticas religiosas. Por la noche, la plaza principal tiende a llenarse de gente, ya sea para cenar, disfrutar de una cerveza entre los jóvenes u otras bebidas, o simplemente para socializar y charlar con otras personas. Esto contrasta con costumbres de otros centros históricos de México, que por características laborales el domingo suele ser un día de reposo.

## Monumentos históricos
- Templo de San Francisco de Asís: templo venerante al santo patrono regional San Francisco De Asís, cuya celebración se llevó a cabo en octubre de cada año. Templo construido en el siglo XVII para terminarse en el último tercio de dicha centuria.
- Templo de San José: se inició su construcción en el año de 1896 en lo que antes fue el hospital de la limpia concepción y se termina aproximadamente hasta el año de 1914.
- Presidencia Municipal: en el principio de la construcción de la villa de Guadalajara se edificó un espacio para cabildo, remodelado posteriormente por José Minero Roque terminando así la construcción de este edificio el 19 de mayo de 1957.
- Jardín Morelos (Plaza Principal): joya primordial de Nochistlán. Ubicado en su parte central. Data del siglo pasado, remodelado posteriormente en los 50, tiene un área de 6400 m². Confeccionado por corredores que parten del kiosco céntrico.
- El Parián: representa el centro comercial del pueblo. Su construcción e llevó a cabo en el año de 1866, su fachada consta de columnas arqueadas de cantera, dando así un toque especial al corazón de esta región.
- Templo San Sebastián: su construcción inicio en el año de 1673 y culminó el 23 de febrero de 1743, tiempo después se construyó la torre. Los festejos de San Sebastián se realizan en enero, fiestas conocidas como las empinoladas.
- Acueducto Los Arcos: se construyó por orden del gobierno de la Nueva Galicia a finales del siglo XVII, para llevar agua de los yacimientos de la mesa del agua al poblado concluyendo la obra en 1793, el sistema lo componían dos pilas que había en el jardín y una fuente octagonal en el centro del mismo lugar, se contaba además con otras dos pilas llamadas Pila Azul y Pila Colorada, además de la pila de afuera que se encontraba en los límites en que comenzaba el barrio de San Sebastián.
- Pila de Afuera: durante los años 20 y principios de los 30 la población recogía agua de las cinco pilas, de las cuales la más popular es la "pila de afuera" esto por sus grandes tradiciones y leyendas, el monumento fue creado en 1954.
- Casa de Los Ruiz: en este lugar, en el año de 1810 se da el primer grito de independencia en el estado de Zacatecas por Daniel Camarena en Nochistlán. Años más tarde en 1910 es colocado en esta casa la placa conmemorativa a tan heroico acto.
- Monumento a Tenamaxtle: personaje ilustre y heroico de talla nacional e internacional, su nombre completo es Francisco Tenamaxtle Tlatoani. Indio que iniciada su educación fue sometido al bautismo como Diego el Zacateco.
- Estatua de José Minero Roque: justo homenaje al principal benefactor de esta tierra que lo vio nacer, cuando fue gobernador creó las partes más vistosas de esta ciudad, piezas que han dado la inmortalidad a este personaje.
- Estatua a Coronel Jesús Mejía: Ubicada en la glorieta que se encuentra en la carretera salida a Tlachichila y posteriormente reubicada en el andador Mejía, Defensor de Nochistlán ante los Franceses en mayo de 1864.
- Estatua a Francisco I Madero: años más tarde de la creación de la plazuela "San Sebastián", a mediados de los años 1970 se colocó una estatua como merecido reconocimiento a una figura nacional, orgulloso personaje de nuestra historia mexicana.
- Monumento de Héroes del 1864: monumento conmemorativo a los héroes que lucharon contra los franceses el viernes 13 de mayo de 1864, este monumento fue realizado por la convocatoria de Catalina Álvarez y Petra Álvarez en 1891.
- Monumento en Conmemoración de la Fundación de la Primera Guadalajara: antiguamente el pueblo de Nochistlán estuvo poblado por los Caxcanes, posteriormente en 1532 Juan de Oñate por órdenes de Nuño De Guzmán, ordena el establecimiento de un poblado con el nombre de Guadalajara.
- Teatro Lic. José Minero Roque: ubicado al costado oriente de la escuela "Leobardo Reinoso" se dio origen a su construcción en el año de 1950 y su inauguración fue el 21 de agosto de 1954. Inicialmente fue llamado "Ramón López Velarde".

## Fiestas, danzas y tradiciones
Nochistlán destaca por sus ricas tradiciones y su estilo de vida arraigado, que ha perdurado a lo largo del tiempo. A lo largo del año, el pueblo celebra varias festividades profano-religiosas en las que participa la mayoría de la comunidad. Entre estas festividades, se incluyen:
- Las Fiestas Patronales de San Francisco de Asís (4 de octubre).
- Las Fiestas Regionales (feria, conocidas localmente "Fiestas de Nochistlán"), que se celebran el tercer domingo de octubre e incluyen danzas, juegos pirotécnicos, eventos en "el teatro del pueblo" (un recinto armado provisionalmente en la plaza principal), y otros recintos, juegos mecánicos y jaripeos.
- Fiestas de San Sebastián (11 al 21 de enero), que consisten en ceremonias litúrgicas, procesiones, danzas, serenatas, actividades como los "papaquis" y cascarones de confeti, así como la preparación de menudo y tejuino para los visitantes (bebida local a base de maíz), fuegos pirotécnicos y ofrendas al Rey Uriel. Durante estas fiestas, diferentes gremios (grupos dentro de la población), se encargan de realizar los diferentes eventos a lo largo de los días.
- Celebración del Hijo Ausente (último domingo de julio), en el que nochistlenses que se encuentran residiendo en otras partes de México y Estados Unidos, se desplazan a la plaza principal para disfrutar de las bandas locales, uniendo la festividad con actividades religiosas.
- Conmemoración de la resistencia de la población a la ofensiva del ejército francés en 1864 (13 de mayo)
- Peregrinación (Romería) de la Virgen de Toyahua, que tiene lugar el primer sábado y domingo de octubre, en el que la población se desplaza desde la cabecera a la comunidad de Toyahua por la mañana, e incluye danzas autóctonas, torneos de gallos y carreras de caballos.
- Festival Cultural Tenamaxtle, en semana de Pascua, con diferentes géneros musicales obras de teatro, teatro de calle conciertos de piano, voces, etc.
- Festival decembrino, del 18 al 23 de diciembre, se preparan algunos eventos, villancicos, pastorelas y obras musicales.
- Fiestas del Divino Niño, se hace un novenario para festejo de Navidad en el santuario del Divino Niño.

Entre las danzas típicas se encuentran 3 tipos principales. El grupo de danza que mayórmente las da a conocer son el Grupo de Danza Folclórica Tenamaztle.
- Jarabes antiguos de Nochistlan
- Sones de Nochistlan moderno
- Danzas autóctonas caxcanas.

## Artesanías
Alfarería, tejido y bordado a mano, diferentes tipos de talabartería, principalmente enfocada a la elaboración de huaraches.

## Cronología de hechos históricos
Acontecimientos
- 1530 El 31 de marzo llega Nuño de Guzmán y se celebra la ceremonia de Semana Santa.
- 1532 Cristóbal de Oñate funda una población con el nombre de Guadalajara, el 5 de enero.
- 1541 En la rebelión de los caxcanes (24 de junio), Pedro de Alvarado es mortalmente herido.
- 1789 Se ordena la incorporación a la intendencia.
- 1810 Daniel Camarena llama al pueblo a luchar por la Independencia.
- 1821 Se jura la consumación de la Independencia.
- 1864 Heroica defensa contra los franceses, el 13 de mayo.
- 1970 Inauguración de la "presa de Huisquilco" por el entonces presidente de la República José López Portillo.
- 2012 Nombramiento de Pueblo Mágico por la Secretaria de Turismo Federal Gloria Guevara Manzo.

## Ciudades hermanadas
Nochistlán de Mejía está hermanada con las siguientes ciudades alrededor del mundo:
- Guadalajara, México (1997)[18]
- Teúl de González Ortega, México (2017)[19]
- Zapotlanejo, México (2017)[20]
- Baldwin Park, Estados Unidos  (2017)[21][22]
- Tonalá, México  (2019)[23]
- Zacatecas, México (2019)[24]
- Juchipila, México (2019)[25]
- Jalpa, México (2019)[25][26]
- Celaya, México (2019)[27]